# Bolleberget
Il Bolleberget è un trampolino situato a Bollnäs, in Svezia. È in disuso.

## Storia
Aperto nel 1987, l'impianto ha ospitato una tappa della Coppa del Mondo di salto con gli sci nel 1991. È in disuso nonostante la ristrutturazione avvenuta nel 1995.

## Caratteristiche
Il trampolino ha il punto K a 90 m. Il complesso è attrezzato anche con salti minori K60, K40 e K20.